# Iglesia Unitaria de Cluj-Napoca
La iglesia Unitaria de Cluj-Napoca (en rumano: Biserica Unitariană din Cluj; en húngaro: Kolozsvári Unitárius Templom) es un edificio religioso unitario en Cluj-Napoca, Rumania. La comunidad pertenece a la Iglesia Unitaria de Transilvania, de influencia húngara.

## Historia
Entre 1566 y 1716, la comunidad unitaria de la ciudad utilizó la iglesia de San Miguel en la plaza principal. Sin embargo, en el curso de la Contrarreforma fue recatolicizado. Después de 1716, la comunidad se reunió inicialmente en casas particulares.
Bajo José II del Sacro Imperio Romano Germánico, los unitarios pudieron construir su iglesia. Ésta fue edificada en estilo barroco tardío entre 1792 y 1796, según los planos del vienés Anton Türk, combinando elementos del rococó y el clasicismo. En el interior de la iglesia hay una piedra en memoria del reformador unitario Ferenc Dávid. Según la leyenda, David pronunció un sermón sobre esta piedra en 1556 que convenció a los ciudadanos de la ciudad a abrazar el unitarismo.
La fachada no recibió su forma definitiva hasta 1908 bajo Louis Pákey. Al final de la Primera Guerra Mundial, dos de las tres campanas de la iglesia fueron robadas.
La iglesia está catalogada como monumento histórico desde 2010.

## Arquitectura
El ábside es semicircular y el vestíbulo está orientado al sur. Una torre de dos pisos con un tejado bulboso domina la fachada. Las partes superiores de la fachada son sobrias en comparación con la inferior, que presenta altos nichos entre las pilastras. El nicho central contiene el portal, rematado por una ventana en forma de elipse, un pequeño balcón ampliamente esculpido y otra ventana en forma de segmento de arco. Las pilastras tienen capiteles dóricos y jónicos, mientras que la decoración neoclásica de estuco incluye conchas esculpidas, guirnaldas y racimos de uva. 

## Galería

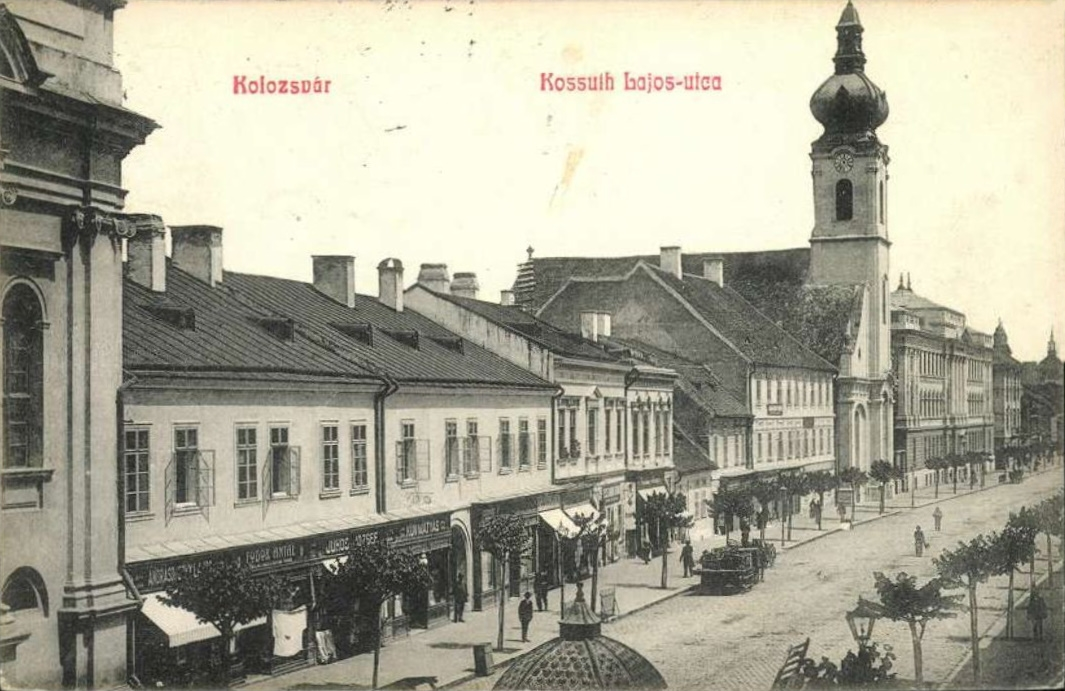
Iglesia en 1908
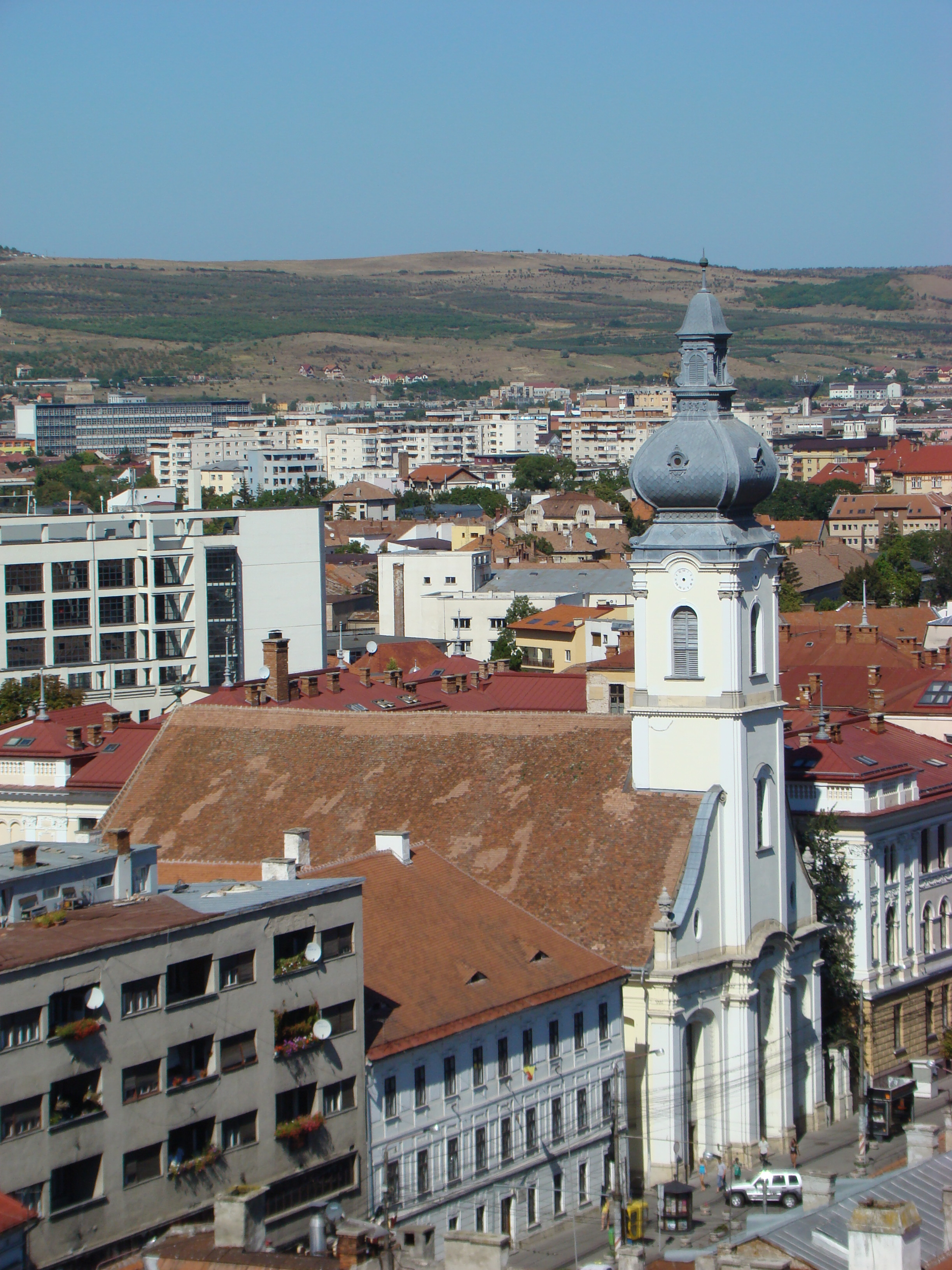
Vista elevada de la iglesia
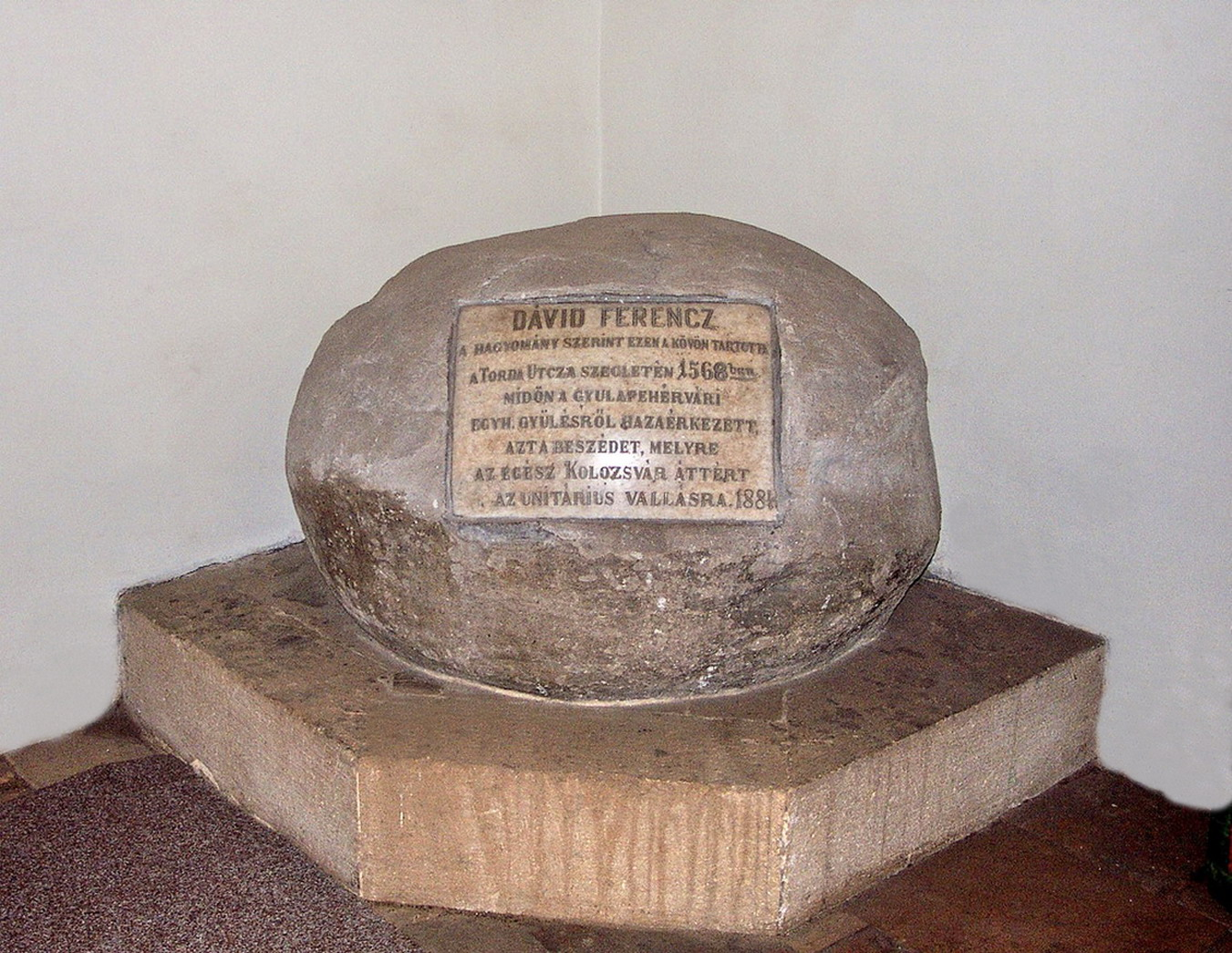
Piedra memorial de Ferenc Dávid